# 다치키촌
다치키촌(立木村)은 후쿠시마현 다테군에 있던 촌이다. 1893년 2월 3일 다치키촌의 일부를 촌역으로 하는 다쓰고야마촌과 나머지 일부를 촌역으로하는 아오키촌이 신설되고, 다치키촌은 폐지되었다. 후쿠시마시 다쓰고야마·이노정 아오키가 다치키촌이 있던 곳이다.

## 역사
- 1889년 4월 1일 - 정촌제 시행에 의해 2촌의 구역으로 성립하였다.
- 1893년 2월 3일 - 다치키촌 오아자 다쓰고야마는 다쓰고야마촌, 오아자 아오키는 아오키촌이 되고, 다치키촌은 폐지되었다.

### 다치키촌 폐지 이후
- 1955년 
  - 1월 2일 - 아오키촌이 이노정, 오쿠보촌, 메이지촌과 합병해 새로운 이노정이 성립하였다.
  - 7월 10일 - 다쓰고야마촌이 후쿠시마시에 편입되었다.
- 2008년 7월 1일 - 이노정이 후쿠시마시에 편입합병되어. 다치키촌의 촌역이었던 지역이 모두 후쿠시마시에 속하게 되었다.

## 참고 문헌
- 角川日本地名大辞典 7 福島県